# Karl Dane

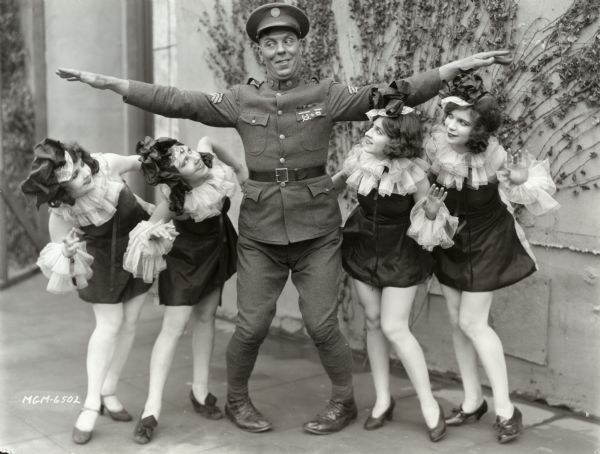
Karl Dane en uniforme pour la promotion du film Rookies en 1927

Karl Dane (né le 12 octobre 1886 à Copenhague, au Danemark et mort le 14 avril 1934 à Los Angeles, en Californie) est un acteur américain d'origine danoise.

## Biographie
Après une carrière honorable durant l'époque du cinéma muet, à l'arrivée du parlant, son fort accent danois lui a causé du tort. Les contrats sont devenus rares, et il s'est suicidé.

## Filmographie
- 1918 : My Four Years in Germany : Chancelier von Bethmana-Hollweg
- 1918 : The Triumph of Venus : Mars
- 1918 : Her Final Reckoning : Prince Tcheretoff
- 1918 : To Hell with the Kaiser! : Von Hollweg
- 1918 : Wolves of Kultur
- 1919 : The Great Victory, Wilson or the Kaiser? The Fall of the Hohenzollerns : Von Bethmann Hollweg
- 1919 : Daring Hearts : Lieutenant Von Bergheim
- 1925 : La Caverne tragique (The Everlasting Whisper) de John G. Blystone : Jarrold
- 1925 : La Grande Parade (The Big Parade) : Slim
- 1925 : Lights of Old Broadway de Monta Bell : Père de Roosevelt
- 1925 : His Secretary : Concierge
- 1926 : La Bohème de King Vidor : Benoit
- 1926 : Monte Carlo de Christy Cabanne : Le portier
- 1926 : Le Fils du cheik (The Son of the Sheik) : Ramadan
- 1926 : La Lettre écarlate (The Scarlet Letter) : Maître Giles
- 1926 : Bardelys le magnifique (Bardelys the Magnificent) : Rodenard
- 1926 : War Paint de W. S. Van Dyke : Petersen
- 1927 : The Red Mill : Capt. Jacob Edam
- 1927 : Slide, Kelly, Slide : Hansen (suédois)
- 1927 : Rookies de Sam Wood : Sgt. Diggs
- 1927 : L'Ennemie (The Enemy) de Fred Niblo : Jan
- 1928 : Mon bébé (Baby Mine) de Robert Z. Leonard : Oswald Hardy
- 1928 : La Piste de 98 (The Trail of '98) : Lars Petersen
- 1928 : Le Plus Singe des trois (Circus Rookies) d'Edward Sedgwick : Oscar Thrust
- 1928 : Detectives de Chester M. Franklin : Détective de maison
- 1928 : Mirages (Show People), de King Vidor : caméo
- 1928 : Brotherly Love de Charles Reisner : Oscar
- 1928 : Jimmy le mystérieux (Alias Jimmy Valentine) de Jack Conway : Suédois
- 1929 : The Voice of the Storm : Spike
- 1929 : All at Sea (en) d'Alfred J. Goulding : Stupide McDuff
- 1929 : La Tournée du grand duc (The Duke Steps Out) : Barney, chauffeur de Duke
- 1929 : Chinoiseries (China Bound) de Charles Reisner : Sharkey Nye
- 1929 : Coureur (Speedway) de Harry Beaumont : Dugan
- 1929 : L'Île mystérieuse (The Mysterious Island) de Lucien Hubbard
- 1929 : Navy Blues : Sven Swanson
- 1930 : Montana Moon : Hank
- 1930 : Big House : Olsen
- 1930 : Men Without Skirts
- 1930 : Broken Wedding Bells
- 1930 : Billy le Kid : Swenson
- 1930 : Dizzy Dates
- 1930 : A Lady's Morals : Suédois dans l'auditoire
- 1930 : Knights Before Christmas
- 1930 : New Moon : Soldat Kirghize à Fort Darvaz
- 1931 : Dumbbells in Derbies
- 1931 : Lime Juice Nights
- 1932 : Fast Life : Olaf
- 1933 : The Whispering Shadow : Sparks (dispatcheur)